# Reactivo de Collins
El reactivo de Collins es un complejo de óxido de cromo (VI) con piridina en diclorometano. Se utiliza para oxidar un alcohol primario selectivamente a su aldehído correspondiente. No actúa sobre diversos grupos funcionales dentro de la molécula. 
El reactivo de Collins puede ser utilizado como una alternativa al reactivo de Jones y al clorocromato de piridinio (PCC) cuando se oxidan alcoholes secundarios a sus correspondientes cetonas. Por otra parte, el reactivo de Collins es especialmente útil para la oxidación de compuestos sensibles a los ácidos.
Este complejo es a la vez difícil y peligroso para preparar, ya que es muy higroscópico y puede inflamarse durante la preparación. Se utiliza típicamente en un exceso de seis equivalentes con el fin de completar la reacción. Hoy en día, el clorocromato de piridinio (PCC) o el dicromato de piridinio (PDC) han reemplazado en gran parte la oxidación de Collins por estas mismas razones.